# 图扎
图扎（羅馬化：Tuzha）是俄罗斯基洛夫州的市级镇、图扎区行政中心，位于维亚特卡河流域内皮日马河支流图扎河畔，地处基洛夫州西南部，在州府基洛夫西南方。维亚特卡公路穿过该地。
该地2021年人口有3,973人；2010年人口4,568；2002年人口5,159；1989年人口5,491。